# 윌러드 파커

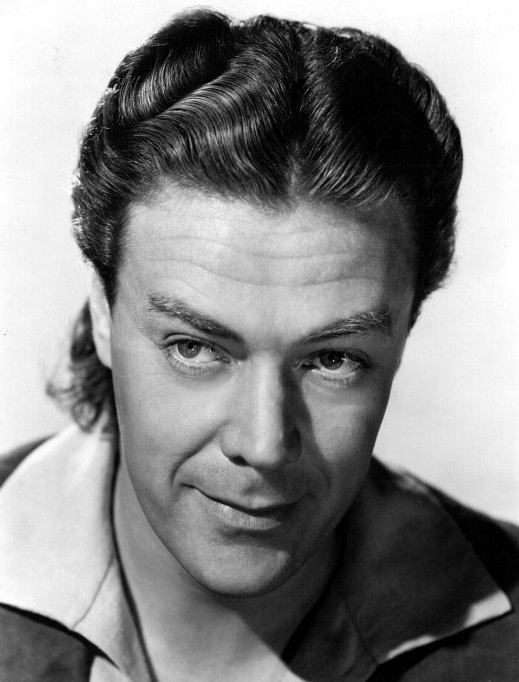

윌러드 파커(Willard Parker, 1912년 2월 5일 ~ 1996년 12월 4일)는 미국의 배우, 텔레비전 배우, 영화배우, 연극 배우이다.
뉴욕에서 태어났으며 랜초미라지에서 사망하였다. 사인은 심근 경색이다.

## 영화
- 사랑은 영원히 (1972년)
- 어스 다이스 스크리밍 (1964년)
- 텍사스 결사대 (1955년)
- 키스 미 케이트 (1953년)
- 밴디트 퀸 (1950년)
- 유 가터 스테이 해피 (1948년)
- 정말 멋진 여자야! (1943년)